# Domino (canción de Jessie J)
«Domino» es una canción interpretada por la cantante y compositora de origen británico Jessie J. La cantante la compuso con ayuda de Max Martin, Henry Walter, Claude Kelly y Dr. Luke, este último también se encargó de su producción. La canción no figuró en la versión original del disco debut de Jessie, Who You Are, pero sí en su edición de lujo. Se lanzó para su distribución digital a través de iTunes entre el 29 de agosto y el 1 de septiembre de 2011 en Norteamérica, Oceanía y Europa. Su estreno mundial ocurrió el 16 de agosto de 2011 a través de un vídeo subido en la cuenta oficial de Jessie J en YouTube. «Domino» tuvo una buena recepción comercial, sobre todo en Oceanía. En Nueva Zelanda, alcanzó la posición número 3 en las listas de ventas, la segunda posición más alta obtenida por un sencillo de la intérprete en el país, solo por detrás de «Price Tag», con el que alcanzó el número 1.
Recibió comentarios mixtos por parte de los críticos musicales, quienes la compararon con temas de la cantante estadounidense Katy Perry. La cantante interpretó el tema en distintos eventos musicales como los MTV Video Music Awards de 2011 y el festival alemán SWR3 New Pop Festival junto a otras canciones de Who You Are, como «Do It Like a Dude», «Price Tag» y «Who's Laughing Now». El noruego Ray Kay dirigió el vídeo musical del tema, el cual fue lanzado el 26 de diciembre de 2011 en la cuenta oficial de VEVO de la cantante en YouTube. «Domino» recibió una nominación a los BBC Radio 1 Teen Awards de 2012 como mejor sencillo británico, pero perdió ante «One Thing» de One Direction.

## Antecedentes y composición

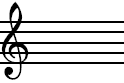
La canción está compuesta en la tonalidad de do mayor.

Aunque la cantante no incluyó «Domino» en la edición original de su disco debut, Who You Are, sino en su edición de lujo, la lanzó como su segundo sencillo en los Estados Unidos, después de «Price Tag». Su estreno mundial tuvo lugar el 16 de agosto de 2011 a través de la cuenta oficial de la artista en YouTube. El día de su estreno, Jessie convocó un concurso donde pidió a sus seguidores que realizasen su propia portada para el sencillo; el premio consistía en entradas para sus conciertos en Nueva York y Londres, así como una sesión privada para conocerla personalmente. El tema fue compuesto por ella misma con ayuda de Max Martin, Henry Walter, Claude Kelly y Dr. Luke, mientras que su producción musical quedó a cargo de este último.
En una entrevista con MTV, comentó que escribió la canción para sentirse bien luego de lesionarse la pierna y añadió que: «No me sentía sexy ni libre y pensé que a veces te hace falta un tema así para volver a sentirte bien en las malas ocasiones». Tras haberse recuperado de su lesión, dio una entrevista a la radio británica Capital FM, en donde afirmó que su inspiración principal fue el clásico musical «I Wanna Dance with Somebody (Who Loves Me)» de la cantante estadounidense Whitney Houston, comentando que: 

«Yo, Claude Kelly y Dr. Luke nos sentamos a oír a Whitney Houston y a Prince en el estudio. Yo estaba como "quiero escribir mi versión de esto en este día y a esta edad" [...] Queríamos hacer algo optimista, divertido, que todo el mundo pudiese cantar, que todas las edades pudiesen bailar. Es una canción tan alegre que me hace sonreír».

Antes de presentarse en los MTV Video Music Awards de 2011, habló con MTV y contó su experiencia al grabar «Domino». Ella explicó: «Al ir al estudio no quería otra canción como "Price Tag" o "Do It Like a Dude"», y después agregó: «Luego de escuchar tanto a Whitney y a Prince, pensé en hacer a "Domino" de tal forma que se sintiera eterna y estimulante por quienes la escucharan». De acuerdo con Bárbara Morán de Entretenimiento StarMedia, en el tema, la cantante habla acerca de «caer como un dominó» y sobre «alguien que rockea su mundo». Según la partitura publicada por Faber Music en el sitio Musicnotes, la canción tiene un tempo allegro de 120 pulsaciones por minuto y está compuesta en la tonalidad de do mayor. El registro vocal de Jessie se extiende desde la nota re♯4 hasta la re♯5.

## Recepción

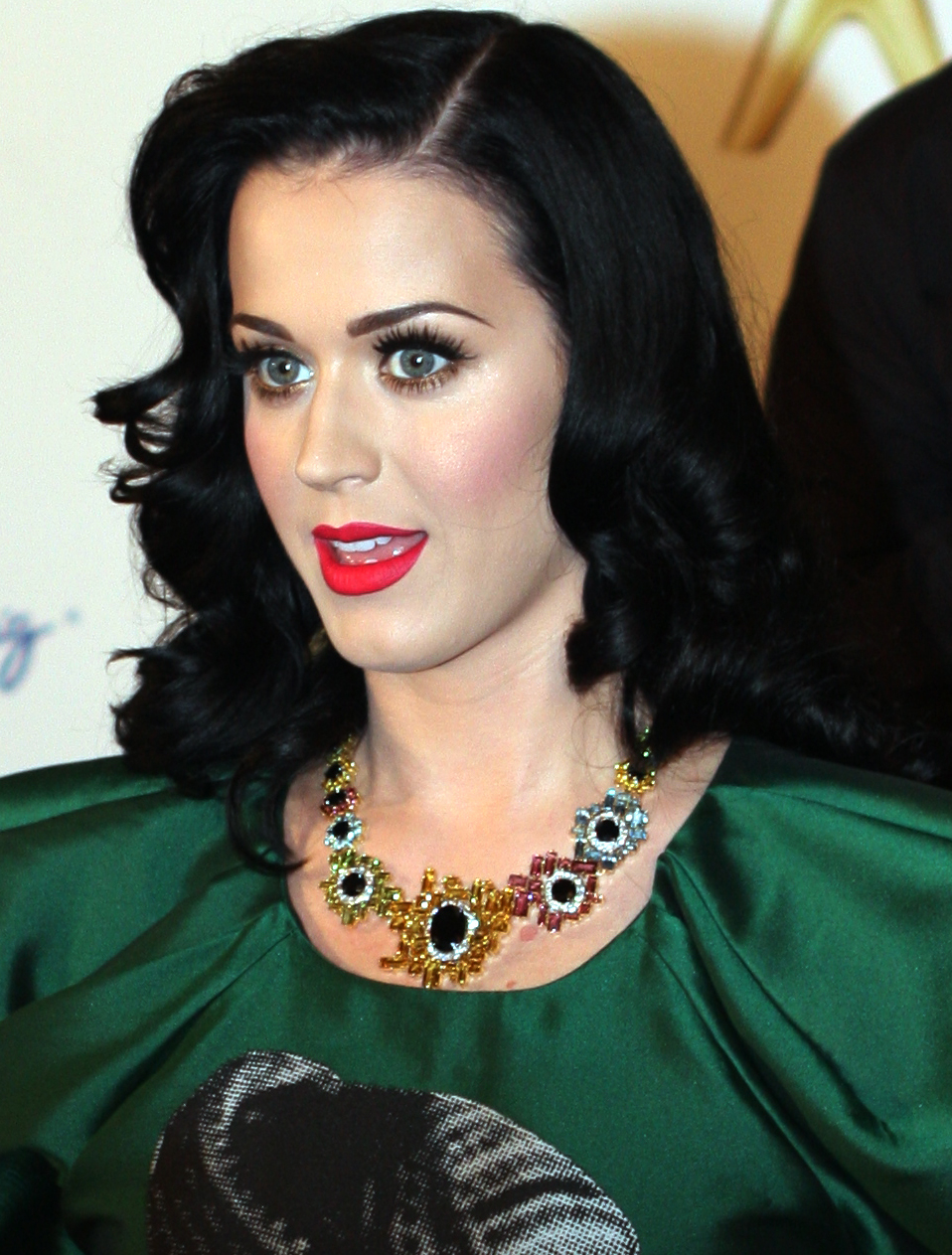
«Domino» fue comparada en múltiples ocasiones con canciones del álbum Teenage Dream de la artista Katy Perry.

### Comentarios de la crítica
«Domino» recibió críticas polarizadas, mayoritariamente negativas, y fue comparada en varias ocasiones con canciones del álbum Teenage Dream de Katy Perry. Scott Shetler de PopCrush la calificó con dos estrellas y media de cinco y dijo que «es un esfuerzo decepcionante que, por desgracia, suena más como un trabajo derivado que innovador. Sabemos por "Price Tag" y "Do It Like a Dude" que Jessie es una artista original, llena de ingenio y agallas, pero nada de eso se ve reflejado en "Domino", que en cambio suena exactamente igual que cualquier canción de Teenage Dream de Katy Perry», aunque «hay peores artistas para imitar que Katy Perry» y «"Domino" es lo suficientemente pegadiza como para convertirse potencialmente en el mayor éxito de Jessie J en los Estados Unidos». La revista HIFI publicó una reseña positiva sobre el sencillo, afirmando que «"Domino" suena como todo lo demás en el pop de hoy en día, aun así es suficiente para reforzar la credibilidad de Jessie J». Posteriormente, J Matthew Cobb de la misma revista le otorgó tres estrellas de cinco. Robert Copsey de Digital Spy comentó que estaba «lleno de estribillos pegadizos y líneas picantes». Sin embargo, agregó que es «peligrosamente similar a "Last Friday Night (T.G.I.F.)"». Tras acabar su crítica, Copsey la calificó con cuatro estrellas de cinco.
Katherine St Asaph de Popdust realizó una reseña negativa sobre la canción y dijo que «es obvio que Dr. Luke produjo la canción, pero fácilmente pudo haber sido [su productor] DJ Earworm. Parece más bien una remezcla de "Last Friday Night (T.G.I.F.)" con el ritmo de "California Gurls" y la energía de alguna canción de Kesha [...] Puedes componer "Domino" simplemente cortando y pegando fragmentos de las listas de los últimos cinco años». Becky Bain de Idolator señaló que «Jessie suena maravillosa en este tema, pero aun así, no podemos evitar escuchar a Katy Perry en la canción. Eso podría ayudarla a obtener más seguidores en los Estados Unidos o dar lugar a comparaciones desfavorables». Jermy Leeuwis de Music Remedy dijo: «Tengo que admitir que me encanta esta canción y por eso se merece ¡un pulgar hacia arriba!». El sitio web Pluggedin escribió una reseña sobre el tema donde también la compararon con Katy Perry al comentar que «suena demasiado como Katy Perry sónica, estructural y líricamente».

### Recibimiento comercial
En Australia, debutó en la posición número doce de la lista Australian Singles Chart en la semana del 12 de septiembre de 2011. Una semana después, ascendió al quinto puesto y marcó así su posición más alta en la lista. Semanas después, la ARIA condecoró a «Domino» con tres discos de platino por vender 210 000 copias legales en el país. Posteriormente, debido al gran éxito del sencillo en la lista australiana, este se posicionó en el puesto número cincuenta y tres en su lista de fin de año. En los Estados Unidos, alcanzó el puesto seis en la lista Billboard Hot 100, así como el puesto dos en Pop Songs y el seis en Radio Songs, lo que lo convirtió en el sencillo mejor posicionado de la cantante. Tras su éxito en las listas, «Domino» fue acreditado por la RIAA con un disco de platino por haber vendido más de un millón de copias digitales en el país. En Eslovaquia, se posicionó en el puesto número diez de la lista Radio Top 100 Chart, la cual recopila las canciones más sonadas en las radios del país.
En el Reino Unido, alcanzó el primer puesto durante la semana del 15 de enero de 2012 en el conteo UK Singles Chart, lo que la convirtió en la segunda canción de Jessie que logra ser número uno en dicho país. En la misma semana, también alcanzó el puesto número uno en la lista escocesa Scottish Singles Chart. En Dinamarca, debutó en la posición treinta y seis en la semana del 18 de noviembre de 2011. Dos semanas después de su debut en la lista, alcanzó el puesto número veintiocho, marcando así su posición más alta en el conteo. En Canadá, alcanzó la posición número ocho en la lista Canadian Hot 100. Para finales del 2012, vendió alrededor de 740 000 copias en el Reino Unido, lo que lo convirtió en el sexto sencillo más vendido de ese año.

## Promoción

### Vídeo musical
Su vídeo musical fue dirigido por el noruego Ray Kay, quien ha sido el director de vídeos de artistas como Britney Spears, Justin Bieber y Lady Gaga. Su estreno fue el 26 de diciembre de 2011 en la cuenta oficial de VEVO de la cantante en YouTube. En la mayor parte del vídeo, la cantante baila en diferentes tipos de escenarios exóticos, que son decorados con letras y flores, además de ser animados digitalmente. A lo largo del videoclip, la intérprete utiliza un total de ocho trajes, entre los que se encuentran una pijama rosa y una blusa multicolor. También utilizó cinco tipos de pelucas y su cabello natural. El videoclip recibió una nominación en los UK Music Video Awards de 2012 en la categoría de elección de la gente, pero perdió ante «Live While We're Young» de One Direction.

### Presentaciones en vivo
El 28 de agosto de 2011, Jessie cantó por primera vez la canción en los premios MTV Video Music Awards de 2011 junto a otras de su álbum debut Who You Are, tales como «Price Tag», «Do It Like a Dude», «Who's Laughing Now», «Rainbow», entre otras. Posteriormente también la interpretó en el programa online VEVO Summer Party el 9 de septiembre de 2011. Nueve días después, la presentó en el festival alemán SWR3 New Pop Festival junto a otras canciones de Who You Are, como «Do It Like a Dude», «Price Tag» y «Who's Laughing Now». También interpretó el tema en el programa estadounidense The X Factor el 10 de noviembre de 2011. El 10 de abril de 2012, la cantante se presentó en el programa The Voice US para interpretar el sencillo. En la presentación, la intérprete usaba un traje dorado con rayas azules, un velo marrón semitransparente que iba desde su cintura hasta sus pies y unas plataformas altas de color rojo.
El 22 de septiembre de 2012, la volvió a interpretar en el iTunes Festival, un festival organizado por iTunes cada año en el que los artistas pueden dar conciertos enteros. La cantante inició con su sencillo debut «Do It Like a Dude» y continuó con «Rainbow». Después, tomó un descanso para contar un pequeño fragmento de su libro biográfico Nice To Meet You y cerró interpretando «LaserLight» y «Domino». Durante todo el concierto, solo usó un conjunto de ropa negra con un velo.

## Formatos y remezclas
- Descarga digital

| «Domino» — Sencillo |          |          |  |
| N.º                 | Título   | Duración |  |
| 1.                  | «Domino» | 3:51     |  |

| «Domino» — (Rick & K-Night vs. Stefano Prada Remix) |                                                   |          |  |
| N.º                                                 | Título                                            | Duración |  |
| 1.                                                  | «Domino» (Rick & K-Night vs. Stefano Prada Remix) | 5:36     |  |

- Sencillo en CD

| «Domino» — Sencillo |                                              |          |  |
| N.º                 | Título                                       | Duración |  |
| 1.                  | «Domino»                                     | 3:51     |  |
| 2.                  | «Nobody's Perfect» (Netsky Full Vocal Remix) | 4:54     |  |

## Posicionamiento en listas

### Semanales
| Alemania          | German Singles Chart      | 22 |
| Australia         | Australian Singles Chart  | 5  |
| Austria           | Austrian Singles Chart    | 26 |
| Bélgica (Flandes) | Ultratop 50               | 41 |
| Bélgica (Valonia) | Ultratop 40               | 37 |
| Canadá            | Canadian Hot 100          | 7  |
| Dinamarca         | Danish Singles Chart      | 22 |
| Escocia           | Scottish Singles Chart    | 1  |
| Eslovaquia        | Radio Top 100 Chart       | 10 |
| España            | Spanish Singles Chart     | 24 |
| Estados Unidos    | Billboard Hot 100         | 6  |
| Estados Unidos    | Pop Songs                 | 2  |
| Estados Unidos    | Digital Songs             | 9  |
| Estados Unidos    | Radio Songs               | 6  |
| Estados Unidos    | Dance/Club Play Songs     | 1  |
| Francia           | French Singles Chart      | 11 |
| Hungría           | Rádiós Top 40             | 9  |
| Irlanda           | Irish Singles Chart       | 1  |
| Nueva Zelanda     | New Zealand Singles Chart | 3  |
| Países Bajos      | Dutch Top 40              | 20 |
| Reino Unido       | UK Singles Chart          | 1  |
| Suecia            | Swedish Singles Chart     | 28 |
| Suiza             | Swiss Singles Chart       | 25 |

### Certificaciones
| País           | Organismo certificador | Certificación | Unidades certificadas | Ref.   |
| -------------- | ---------------------- | ------------- | --------------------- | ------ |
| Alemania       | BVMI                   | Oro           | 150 000               | [ 54 ] |
| Australia      | ARIA                   | 4× Platino    | 280 000               | [ 55 ] |
| Dinamarca      | IFPI — Dinamarca       | Oro           | 15 000                | [ 56 ] |
| Estados Unidos | RIAA                   | Platino       | 1 000                 | [ 27 ] |
| Italia         | FIMI                   | Oro           | 15 000                | [ 57 ] |
| Nueva Zelanda  | RIANZ                  | Platino       | 15 000                | [ 58 ] |
| Reino Unido    | BPI                    | 2× Platino    | 1 200 000             | [ 59 ] |
| Suecia         | GLF                    | Platino       | 40 000                | [ 60 ] |
| Suiza          | IFPI — Suiza           | Oro           | 15 000                | [ 61 ] |

### Anuales
| Australia     | Australian Singles Chart  | 53  |
| Nueva Zelanda | New Zealand Singles Chart | 16  |
| Países Bajos  | Dutch Top 40              | 160 |

| Canadá         | Canadian Hot 100      | 31 |
| Estados Unidos | Billboard Hot 100     | 46 |
| Estados Unidos | Radio Songs           | 34 |
| Estados Unidos | Digital Songs         | 52 |
| Estados Unidos | Pop Songs             | 21 |
| Estados Unidos | Dance/Club Play Songs | 12 |
| Hungría        | Rádiós Top 40         | 30 |
| Irlanda        | Irish Singles Chart   | 19 |
| Países Bajos   | Dutch Top 40          | 70 |
| Reino Unido    | UK Singles Chart      | 8  |

## Créditos y personal
- Jessie J: composición y voz.
- Dr. Luke: composición y producción.
- Max Martin: composición.
- Henry Walter: composición.
- Claude Kelly: composición.

Fuentes: Digital Spy y Hung Medien.